# Гіртен
Гіртен (нім. Hirten) — громада в Німеччині, розташована в землі Рейнланд-Пфальц. Входить до складу району Маєн-Кобленц. Складова частина об'єднання громад Фордерайфель.
Площа — 2,51 км2. Населення становить 248 ос. (станом на 31 грудня 2020).

## Галерея

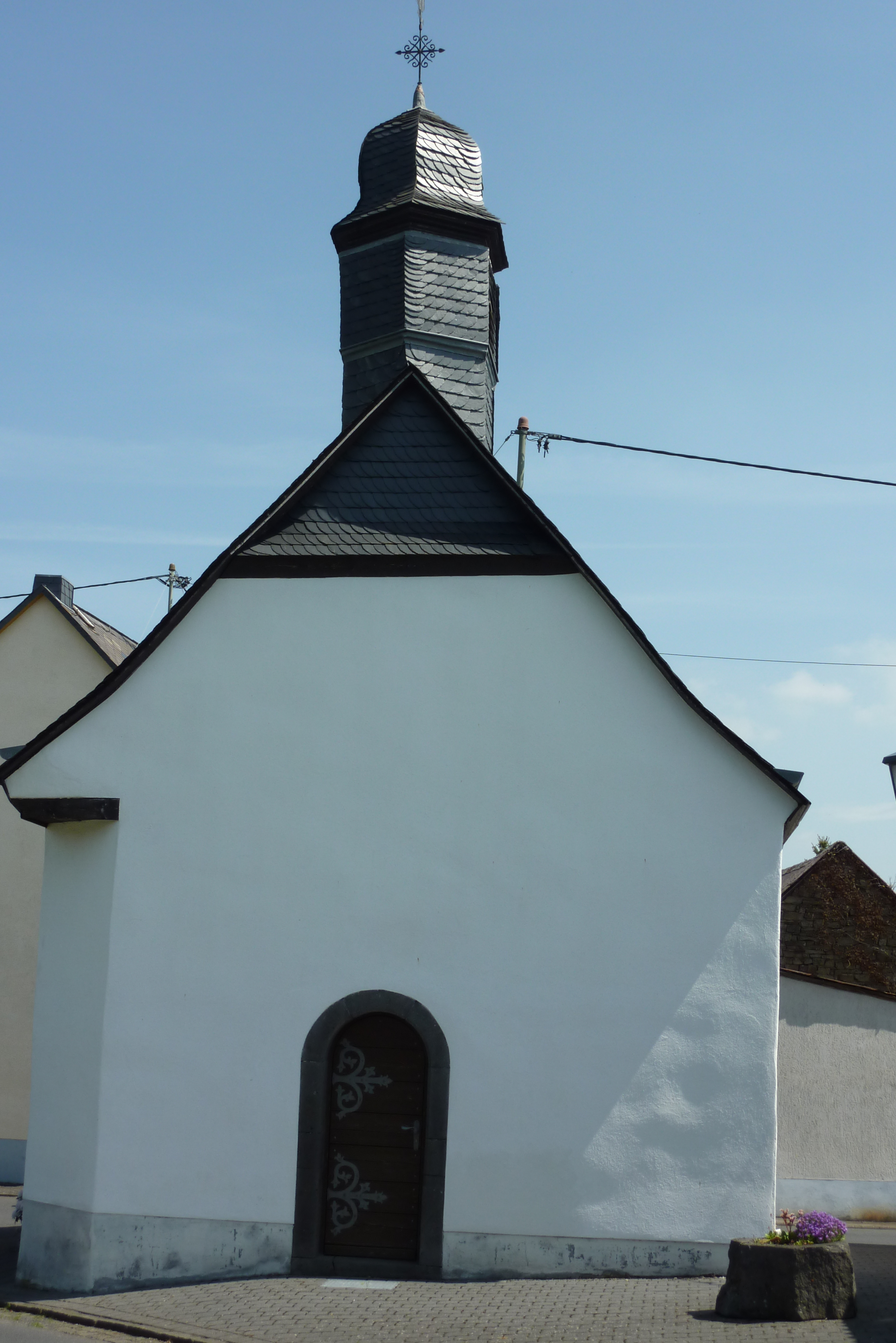